# Пильдроос Йоганнес Густавович
Йоганнес-Фрідріх (Прійт) Густавович Пильдроос (11 січня 1902, село Табара (або Рійзіпере) волості Ніссі Естляндської губернії, тепер повіту Гар'юмаа, Естонія — 28 липня 1968, місто Таллінн, тепер Естонія) — радянський та естонський режисер, художній керівник Естонського драматичного театру. Депутат Верховної Ради СРСР 2-го скликання.

## Життєпис
Був старшою дитиною у великій селянській родині, батько орендував невелику земельну ділянку в поміщика. З 1911 року три роки навчався у волосній школі, потім був пастухом та наймитом у заможних селян. З 1916 по весну 1918 року — учень школи в Пійрсалу. З 1918 по 1919 рік наймитував. У 1919—1920 роках — учень Талліннської вчительської семінарії.
У 1920—1924 роках навчався в Талліннській драматичній студії, учень педагога Пауля Сепа. Одночасно працював у Талліннській касі хворих.
Брав участь у створенні Асоціації драматичних студій в 1921 році. Потім залишився працювати у театрі, створеному при драматичній студії. У 1924—1928 роках працював актором та режисером Театру драматичної студії, у 1925 році був одним із засновників Товариства робітничого театру Таллінна. У 1926—1940 роках — керівник Талліннського робітничого театру. З 1933 по 1937 рік працював режисером. З 1938 по 1941 рік також викладав у школі сучасного мистецтва Талліннської консерваторії.
Після окупації Естонії радянськими військами у 1940 році призначений комісаром Об'єднаного драматичного та робітничого театрів Таллінна. З квітня 1941 року — головний режисер Робітничого театру міста Таллінна.
Після початку німецько-радянської війни влітку 1941 року вивезений до Татарської АРСР, де організував з евакуйованих артистів естонський художній ансамбль. У 1942—1944 роках — художній керівник та директор Державного художнього ансамблю Естонської РСР у місті Ярославлі (РРФСР).
У 1944—1949 роках — художній керівник та директор Естонського державного драматичного театру, також у 1946—1950 роках — директор і викладач (з 1947 року професор) Естонського державного театрального інституту. У 1950—1951 роках — завідувач кафедри в Талліннській державній консерваторії. У 1951—1953 роках — директор Естонського музею театру та музики.
З 1945 року — член-засновник Товариства театрів Естонської РСР. У 1949—1950 роках — голова правління Естонського товариства театрів СРСР.
Почав писати театральні нариси під час навчання в альманасі Studist, у 1923—1926 роках співпрацював з газетами Vaba Maa та Päevaleht, а в 1930-х роках — у журналі Teater, у 1950-х роках публікував статті з історії театру в альманасі «Естонський радянський театр». Протягом багатьох років вів колонки в естонських газетах, присвячені театральній критиці. Автор мемуарів «Teel enda elu» (1985), збірки статей і бесід «Шукаю власний театр» (1998).
Помер 28 липня 1968 року в Таллінні, похований на Лісовому цвинтарі.

## Нагороди та відзнаки
- орден «Знак Пошани»
- медалі
- Лауреат Державної премії Естонської РСР (1947, 1948)
- Заслужений діяч мистецтва Естонської РСР (.12.1942)